# Clausenheim (Adelsgeschlecht)

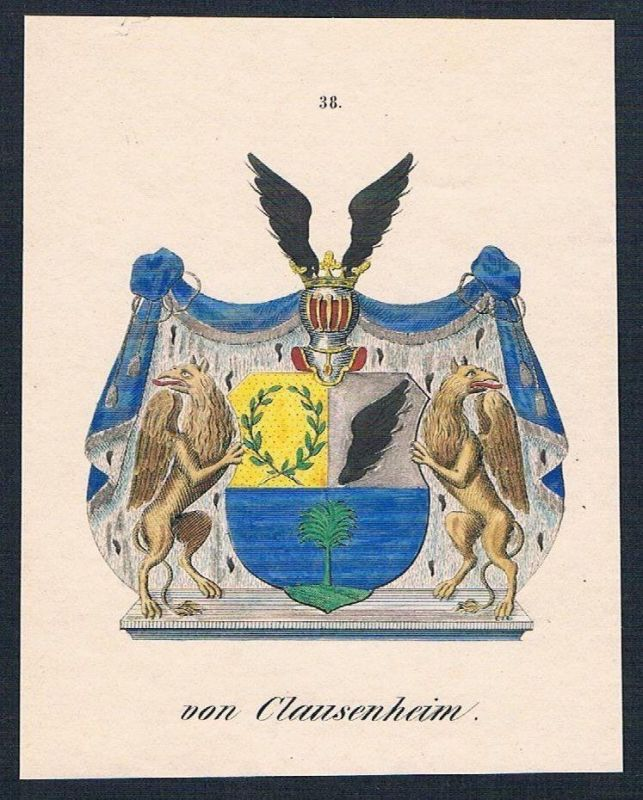
Wappen

Clausenheim, vollständig Clausen/Claussen von Clausenheim ist der Name eines erloschenen schleswig-holsteinischen Adelsgeschlechts.

## Geschichte
Das Geschlecht geht zurück auf Matthias Clausen (1610–1675), Leibarzt am Hof von Schleswig-Holstein-Gottorf. Er hinterließ ein großes Vermögen und zwei Söhne: Bernhard, Domherr in Hamburg, und Johannes, gottorfischer Landrentmeister und Etatsrat.
Bernhard wurde mit Diplom vom 10. Dezember 1703 von Kaiser Leopold I. mit dem Prädikat von Claussenheimb in den rittermäßigen Reichsadelstand erhoben. Das entsprechende Diplom für Johann wurde erst am 25. Juni 1716 ausgestellt.
Die Erhebung in den Adelsstand ermöglichte es Bernhard, seine Töchter mit Adligen zu verheiraten. Anna Maria (1683–1757) heiratete Henning Friedrich von Bassewitz. Den Brüdern Clausenheim und Bernhards Schwiegersohn, dem Oberstleutnant Tilemann Andreas von Bergholtz, verpachtete Herzog Friedrich IV. von Schleswig-Holstein-Gottorf seine Gottorfischen Lande, als er in den Nordischen Krieg zog. Der Herzog fiel jedoch schon in der Schlacht bei Klissow im Juli 1702, und der Pachtvertrag wurde damit hinfällig.
Durch Heirat und Kauf erwarb die Familie umfangreichen Grundbesitz in Mecklenburg. Damit zählte sie zur mecklenburgischen Ritterschaft und wurde landtagsfähig. Sie wurde jedoch nicht in den mecklenburgischen Adel rezipiert. Christoph Otto von Gamm zählte sie 1775 unter die Geschlechter, welche das Indigenat dieses Landes nicht haben und doch darin begütert sind.
Die Familie ist im 19. Jahrhundert erloschen.

### Besitzungen
- Scharstorf, Groß Potrems und Wendorf 1716–1768
- Körchow 1726–1819
- Brahlstorf 1732–1839

### Monumente
Die Familie besaß bis 1761 eine der südlichen Seitenkapellen der Rostocker Marienkirche als Grabkapelle, die frühere „Schusterkapelle“, später „Vorsteherstube“ und Archiv, die heute durch das Gedächtnisfenster für den Rostocker Zweig der Schriftstellerfamilie Mann geprägt ist.
In der Kirche von Körchow finden sich verschiedene Hinweise auf die Familie, so ein Monogramm am Kanzelaufgang, ein Wappen mit der Jahreszahl 1761 an der Empore und ein Epitaph für Johann Heinrich von Clausenheim.

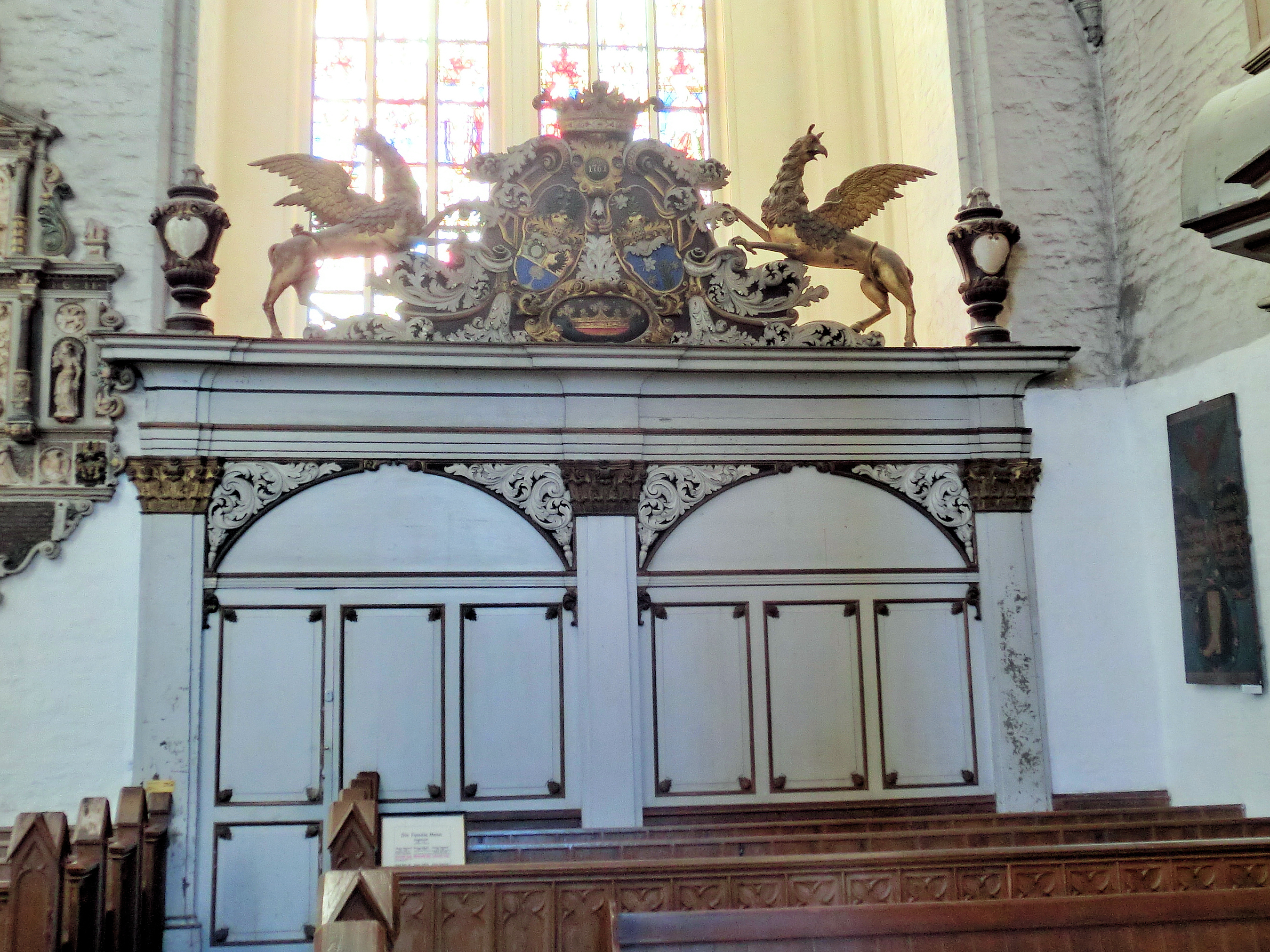
Clausenheimsche Kapelle in der Rostocker Marienkirche
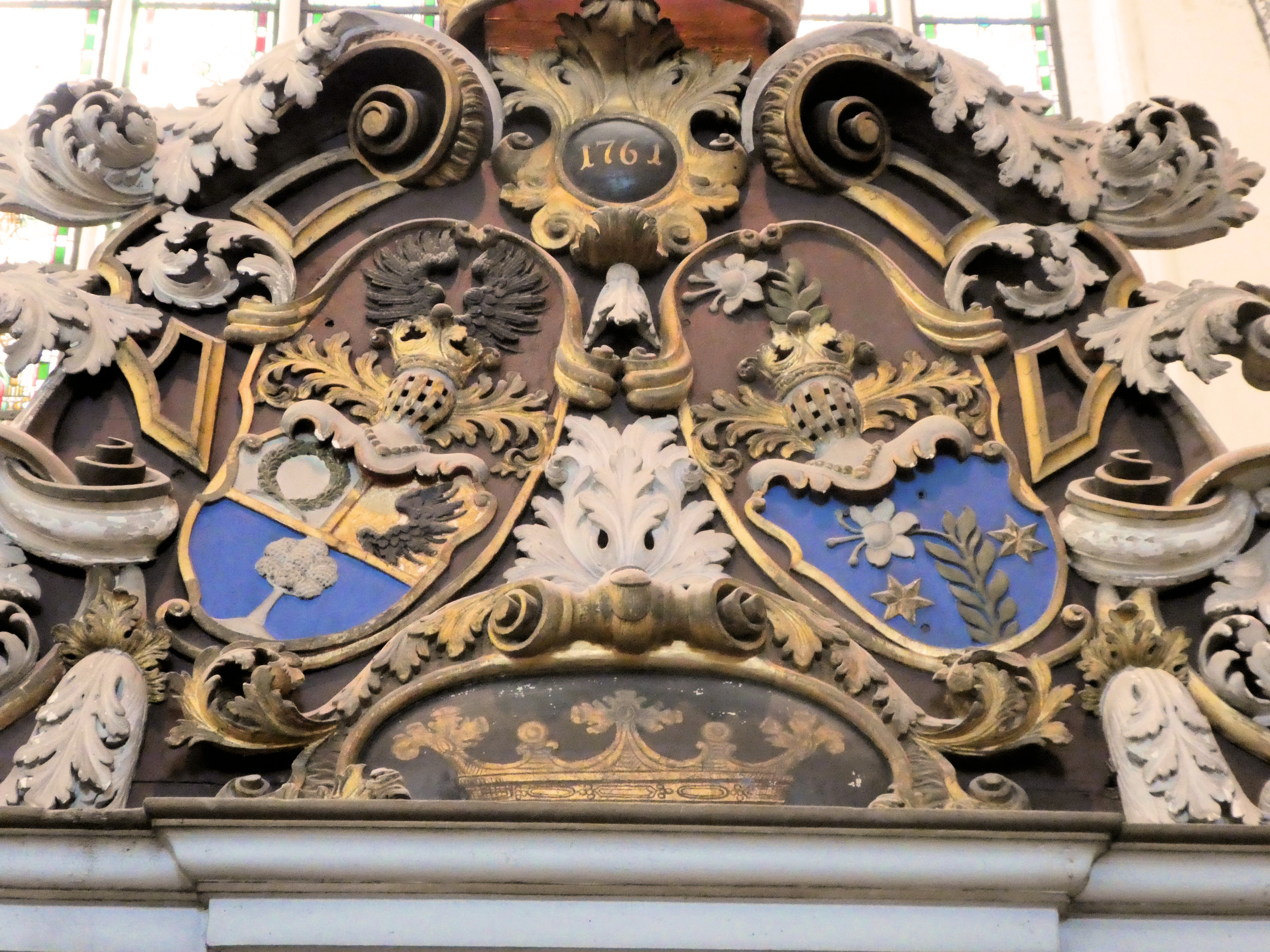
Allianzwappen Clausenheim/Redecker (?) an der Kapelle

## Wappen
Das 1703 verliehene Wappen ist geteilt und oben gespalten. Es zeigt oben vorn in einem silbernen Feld einen grünen Lorbeerkranz, hinten in einem goldenen Feld einen mit den Sachsen rechtsgewandten schwarzen Adlerflügel; unten in Blau auf grünem Boden ein grüner Palmbaum. Auf dem gekrönten Helm zwei offene schwarzer Adlerflügel. Als Schildhalter dienen zwei rückschauende goldene Greifen. Das Wappen umgibt statt der Helmdecken ein blauer, innen rechts goldener, links silberner Mantel.
Der Palmbaum des Wappens findet sich auch im 1726 vermehrten reichsgräflichen Wappen derer von Bassewitz.

## Vertreter
- Matthias Clausen (1610–1675), Arzt und Förderer der Universitätsbibliothek in Kiel[8][9]
  - Bernhard von Clausenheim (1650–1710), schleswig-holsteinischer Etatsrat, Domherr in Hamburg, Amtmann in Trittau und Reinbek
  - Johann Claussen/Johann von Clausenheim (1653–1720), Professor in Kiel, schleswig-holsteinischer Etatsrat und Landrentmeister
    - Matthias von Clausenheim (der Ältere) (–1744), Domherr in Hamburg, Vizepräsident der schleswig-holsteinischen herzoglichen Rentekammer, Großfürstlicher Geheimrat und 1725–1727 Leiter der Generallandeskommission
      - Johann Heinrich von Clausenheim (1713–1771), Domherr in Lübeck
        - Friedrich Matthias Ehrenreich von Clausenheim (1746–1839)[10], Vikar am Lübecker Dom, königlich dänischer Kammerjunker, Erbherr auf Brahlstorf
          - Carl Friedrich Rudolph von Clausenheim (–1828), 1818–1826 Amtmann, Amt Winsen (Aller)

      - Carl Friedrich von Clausenheim (1720–1765), dänischer Etatsrat, Domherr und dänischer Ministerresident in Lübeck
      - Matthias von Clausenheim (der Jüngere) (1722–1803), Domherr in Hamburg, Großfürstlicher Geheimrat
      - Rudolph von Clausenheim, gothaischer Kammerherr